# Камйонка (Конінський повіт)
Камйонка (пол. Kamionka) — село в Польщі, у гміні Клечев Конінського повіту Великопольського воєводства.
Населення — 249 осіб (2011).
У 1975-1998 роках село належало до Конінського воєводства.

## Демографія
Демографічна структура станом на 31 березня 2011 року:
|          | Загалом | Допрацездатний вік | Працездатний вік | Постпрацездатний вік |
| -------- | ------- | ------------------ | ---------------- | -------------------- |
| Чоловіки | 124     | 30                 | 90               | 4                    |
| Жінки    | 125     | 32                 | 70               | 23                   |
| Разом    | 249     | 62                 | 160              | 27                   |